# Sarah Lopez
Sarah Lopez est une candidate de téléréalité et influenceuse française, née le 26 mars 1991 à Livry-Gargan en France.
Elle se fait connaître en 2016, en participant à la saison 10 de Secret Story, où elle se fera éliminée en demi-finale. Ensuite, elle participe à d'autres téléréalités comme Les Anges ou encore Les Apprentis aventuriers.

## Biographie

### Jeunesse et débuts
Née le 26 mars 1991, elle est d'origine algérienne du côté de sa mère et espagnole du côté de son père.

### Carrière
Elle se fait connaître du grand public en 2016 en participant à la saison 10 de Secret Story en ayant comme secret « Les gagnantes de Secret Story m'ont choisi(e) pour intégrer la Maison des Secrets ». Dans la même aventure, elle se rapproche du candidat Vincent Queijo.
Elle participe ensuite à la saison 9 des Anges de la télé-réalité, où elle fait parler d'elle pour son côté peste et son trio avec Milla Jasmine et Melanie Amar.
En 2023, elle publie un ouvrage intitulé Mon journal : Me chercher dans vos ombres.

### Vie privée
En 2020, elle s'engage et devient la marraine de l'association Solidarité Femmes Events qui vient en aide aux mamans qui élèvent leurs enfants seules et aux femmes victimes de violences conjugales.
En 2022, elle se met avec Tom Brusse, un candidat espagnol de Secret Story, avec qui elle se sépare après avoir été quittée de façon humiliante. À la suite de cette rupture, Sarah Lopez s'engage activement dans la lutte contre les violences psychologiques grâce à une plateforme À toi la parole et elle publie un livre intitulé Mon journal: Me chercher dans vos ombres.
La même année, sa mère est victime d'un cambriolage car les cambrioleurs pensaient être chez Sarah Lopez. C'est pour cette raison que celle-ci décide de quitter la France afin de s'installer à Dubai.
En 2023, elle annonce que son père ne la jamais reconnue et qu'elle n'a plus aucun contact avec lui depuis plus de dix ans, à la suite de tensions avec sa belle-mère.

#### Vie de mère
Le 3 novembre 2022, Sarah Lopez annonce sur les réseaux sociaux qu'elle est enceinte de son nouveau compagnon Gérarld Martinez, à l'âge de 31 ans.
Le 6 avril 2023, elle accouche de son enfant qui est une fille et qu'elle décide d'appeler Aaliyah, car elle aime la signification de ce prénom qui signifie noblesse et élévation. Après cet accouchement elle décide de participer au programme Maman & célèbres afin de montrer son quotidien de nouvelle maman.

## Filmographie

### Téléréalités
- 2016 : Secret Story 10 sur TF1
- 2017 : Les Anges 9 : Back to Paradise sur NRJ 12
- 2017 : Les Vacances des Anges 2 : Bienvenue chez les Grecs sur NRJ12
- 2017 : Secret Story 11 sur TF1 - invitée
- 2018 : La Villa des cœurs brisés 4 sur TFX
- 2019 : Les Apprentis aventuriers 4 sur W9
- 2020 : Les Anges 12 : Asian Dream sur NRJ12
- 2021 : La Villa des cœurs brisés 6 sur TFX
- 2022 : 10 Couples Parfaits 5 sur TFX
- 2022 : La Bataille des Clans sur TFX
- depuis 2023 : Mamans & célèbres sur TFX

### Chroniqueuse
- 2016 : Le Mad Mag sur NRJ 12[14]

## Publication
- Mon journal: Me chercher dans vos ombres, Lou Alloni, 2023, 224 p. (ISBN 9782821217232)